# ゲット・スケアード

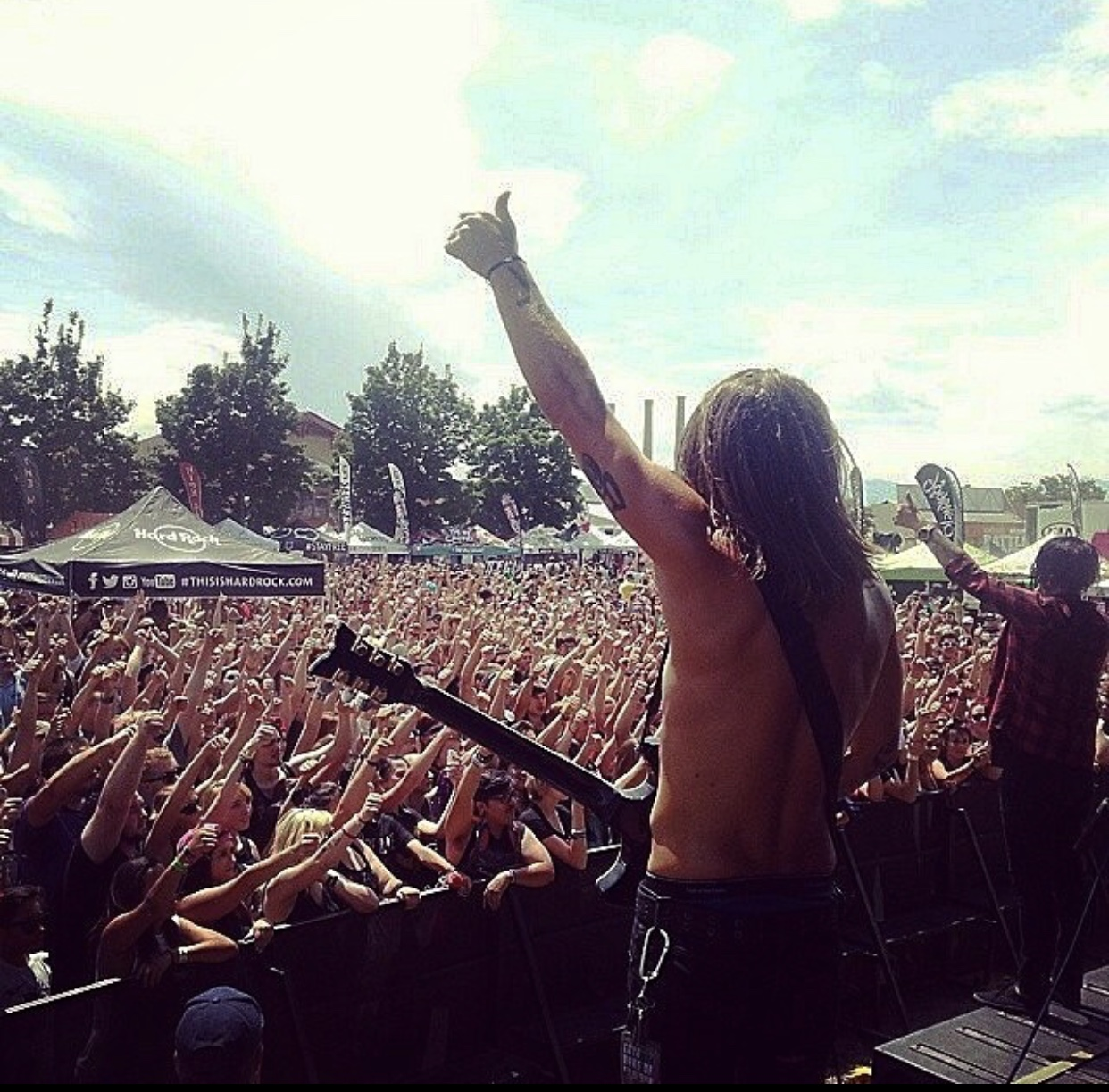
ゲット・スケアード

ゲット・スケアード（Get Scared） は、アメリカ合衆国ユタ州のデービス郡にて結成されたポスト・ハードコアバンドである。
2008年結成。メンバーは、強烈なゴス・ファッションに身を包んでいる。2009年には、EP「Cheap Tricks and Theatrics」をリリースしており、その後の2011年にアルバム『Best Kind of Mess』でメジャーデビューを飾っている。アルバムをプロデュースしたのは、ジョン・フェルドマン。
2019年1月、活動休止を発表。バンドのギタリストJohnny “Johnny B” Braddockは、バンドの活動がうまくいかない中で、ヴォーカルのNicholas Matthewsがヘロイン中毒だと分かったことがこの決断に至った一番の理由だとYouTubeで明かした。

## 最終のメンバー
- ニコラス・マシューズ (Nicholas Matthews) - ヴォーカル
- ジョニー・B (Johnny B) - ギター
- ブラッドリー・ロイド (Bradley Lloyd) - ギター
- ダン・エドワーズ (Dan Edwards) - ドラムス
- アダム・ヴィロスコ (Adam Virostko) - ギター

## ディスコグラフィー

### アルバム
Best Kind of Mess (2011)
Everyone's Out To Get Me (2013)
Demons (2015)
The Dead Days (2019)

### EP
Cheap Tricks and Theatrics (2009)
Get Scared (2010)
Cheap Tricks and Theatrics : B-Sides (2011)
Built for Blame, Laced With Shame (2012)